# Caligo fruhstorferi
Caligo fruhstorferi är en fjärilsart som beskrevs av Hans Ferdinand Emil Julius Stichel 1904. Caligo fruhstorferi ingår i släktet Caligo och familjen praktfjärilar. Inga underarter finns listade i Catalogue of Life.